# En un lugar no identificado
En un lugar no identificado es un poemario publicado por el autor ecuatoriano César Dávila Andrade en 1961.

## Resumen
Es el primer libro que corresponde a la tercera etapa de la poesía de Dávila Andrade que ha sido identificada como "hermética". En el se presenta la versión definitiva del poema Origen II que anteriormente se había encontrado en Arco de instantes. A pesar de que solo tres años separan a este poema de Boletín y elegía de las mitas, la diferencia en estilo y concepción de la poesía permiten la identificación de una nueva etapa en la obra davileana. Esto se caracterizan por las huellas experimentales en sus poemas. Sin embargo, al ser este el primer libro que innaugura la nueva etapa ha sido a veces considerado como un libro de transición. No obstante la riqueza poética del mismo abogan por una lectura cuidadosa y por que la crítica aprecie su valor en sí mismo. Desde el título se ve que las referencias empiezan a perderse en esta tercera etapa al no poder identificar el lugar desde donde el yo poético se sitúa. Esto entra en fuerte contraste con la Corteza embrujada que afirma de manera tajante el lugar, incluso con topónimos. 

## Estructura
El libro consta de los siguientes poemas:
- Origen II (definitiva)
- En un lugar no identificado
- Cabeza cortada durante un monólogo
- Funerales del pez insumergible
- El recuerdo es un ácido seguro
- El ego cuenta a sus mamíferos
- Aquí nomás
- Poesía quemada
- Acto de desesperación
- Herencias
- Cacería del búho
- La espina emplumada
- Vacío, país salvaje
- Transfiguraciones
- Habrá